# Lars Kepler
Pour les articles homonymes, voir Kepler.
Œuvres principales
- Série Joona Linna
- Playground

Lars Kepler est le nom de plume d'un couple d'auteurs suédois de romans policiers, Alexandra Coelho Ahndoril (en) (née le 2 mars 1966 à Helsingborg) et Alexander Ahndoril (en) (né le 20 janvier 1967 à Stockholm).

## Œuvres

### SérieJoona Linna
1. L'Hypnotiseur, Actes Sud, coll. « Actes noirs », 2010 ((sv) Hypnotisören, 2009), trad. Hege Roel-Rousson et Pascale Rosier  (ISBN 978-2-7427-9222-1)Réédition, Actes Sud, coll. « Babel noir » no 84, 2013 (ISBN 978-2-330-01440-7)
2. Le Pacte, Actes Sud, coll. « Actes noirs », 2011 ((sv) Paganinikontraktet, 2010), trad. Hege Roel-Rousson  (ISBN 978-2-7427-9941-1)Réédition, Actes Sud, coll. « Babel noir » no 102, 2014 (ISBN 978-2-330-02696-7)
3. Incurables, Actes Sud, coll. « Actes noirs », 2013 ((sv) Eldvittnet, 2011), trad. Hege Roel-Rousson  (ISBN 978-2-330-01767-5)Réédition, Actes Sud, coll. « Babel noir » no 123, 2015 (ISBN 978-2-330-03937-0)
4. Le Marchand de sable, Actes Sud, coll. « Actes noirs », 2014 ((sv) Sandmannen, 2011), trad. Lena Grumbach  (ISBN 978-2-330-03711-6)Réédition, Actes Sud, coll. « Babel noir » no 170, 2017 (ISBN 978-2-330-07270-4) - Publié également en français en livre audio, lu par Thierry Janssen, Paris, 2015, éd. Audiolib, 2 disques compacts (durée : 13 h 29),  (ISBN 978-2356419378), (BNF 44312197)).
5. Désaxé, Actes Sud, coll. « Actes noirs », 2016 ((sv) Stalker, 2014), trad. Lena Grumbach  (ISBN 978-2-330-05792-3)Réédition, Actes Sud, coll. « Babel noir » no 201, 2018 (ISBN 978-2-330-10317-0)
6. Le Chasseur de lapins, Actes Sud, coll. « Actes noirs », 2018 ((sv) Kaninjägaren, 2016), trad. Lena Grumbach  (ISBN 978-2-330-09666-3)Réédition, Actes Sud, coll. « Babel noir » no 258, 2021 (ISBN 978-2-330-15556-8)
7. Lazare, Actes Sud, coll. « Actes noirs », 2019 ((sv) Lazarus, 2018), trad. Lena Grumbach et Shani Grumbach  (ISBN 978-2-330-12659-9)Réédition, Actes Sud, coll. « Babel noir » no 283, 2023 (ISBN 978-2-330-17431-6)
8. L'Homme-miroir, Actes Sud, coll. « Actes noirs », 2021 ((sv) Spegelmannen, 2020), trad. Lena Grumbach  (ISBN 978-2-330-15568-1)Réédition, Actes Sud, coll. « Babel noir » no 301, 2024 (ISBN 978-2-330-18516-9)
9. L'Araignée, Actes Sud, coll. « Actes noirs », 2024 ((sv) Spindeln, 2022), trad. Marianne Ségol-Samoy  (ISBN 978-2-330-18538-1)

### Romans indépendants
- Playground[1],[2], Actes Sud, coll. « Exofictions », 2017 ((sv) Playground, 2015), trad. Lena Grumbach  (ISBN 978-2-330-07825-6)Réédition, Actes Sud, coll. « Babel noir » no 213, 2019 (ISBN 978-2-330-11711-5)

## Adaptations au cinéma
- L'Hypnotiseur (Hypnotisören), thriller suédois de Lasse Hallström[3], 2013.